# 罗德兰冈
罗德兰冈（法語：Rodelinghem，法語發音：[ʁɔdlɛ̃ɡɑ̃]）是法国上法蘭西大區加来海峡省的一个市镇，属于圣奥梅尔区。

## 地理
罗德兰冈（50°50'17"N, 1°55'43"E）面积4.35 平方千米，位于法国上法蘭西大區加来海峡省，该省份为法国北部沿海省份，西北濒北海，南至索姆省，东临北部省。
与罗德兰冈接壤的市镇（或旧市镇、城区）包括：巴兰冈、布克欧、布雷姆、康帕涅莱吉讷、朗德勒坦莱萨德尔、利克。
罗德兰冈的时区为UTC+01:00、UTC+02:00（夏令时）。

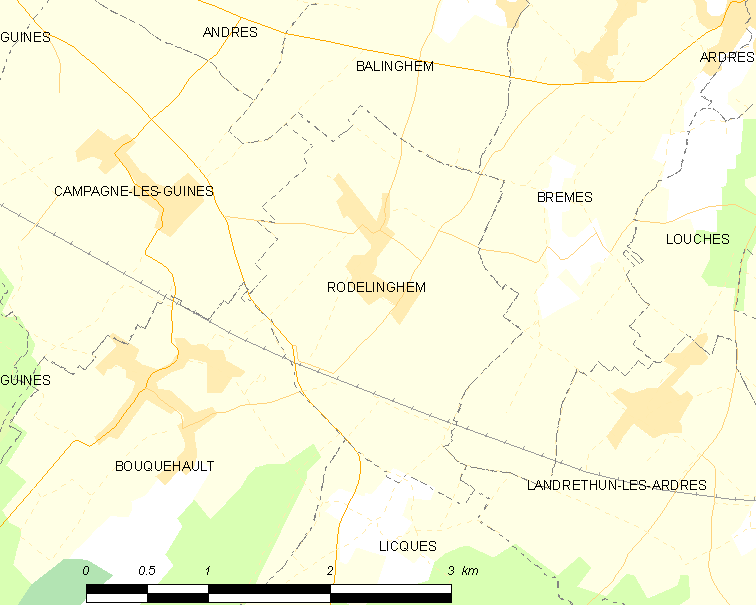
罗德兰冈的OSM定位图

## 行政
罗德兰冈的邮政编码为62610，INSEE市镇编码为62716。

## 政治
罗德兰冈所属的省级选区为加来第二县。

## 人口

1962-2008年间罗德兰冈人口变化图示

罗德兰冈于2022年1月1日时的人口数量为555人。